# Éclipse lunaire du 21 janvier 2019
| Éclipse totale de Lune du 21 janvier 2019                                                                                   | Éclipse totale de Lune du 21 janvier 2019 |
| --- | ----------------------------------------- |
| La Lune passe d'ouest en est (droite à gauche) dans l'ombre de la Terre. Le nord de l'écliptique (trait jaune) est en haut. |                                           |
| Gamma | 0,3684                                    |
| Magnitude | 1,1953                                    |
| Localisation | Caraïbes                                  |
| Saros (membre de la série)                                                                                                  | 134 (27 sur 73)                           |
| Durée (h:min:s) |                                           |
| Totalité | 1 h 1 min 59 s                            |
| Phases partielles | 3 h 16 min 45 s                           |
| Phases pénombrales | 5 h 11 min 30 s                           |
| Contacts (UTC) |                                           |
| P1 | 2:36:30                                   |
| U1 | 3:33:54                                   |
| U2 | 4:41:17                                   |
| Maximum | 5:12:16                                   |
| U3 | 5:43:16                                   |
| U4 | 6:50:39                                   |
| P4 | 7:48:00                                   |
| |                                           |

L'éclipse lunaire du 21 janvier 2019 est une éclipse totale de Lune. C'est la première éclipse lunaire de l'année 2019.
C'est la dernière éclipse totale d'une série de trois ayant lieu à six mois d'intervalle environ.

## Visibilité
Cette éclipse était visible depuis le nord-ouest de l'Afrique, l'Europe, et les Amériques.

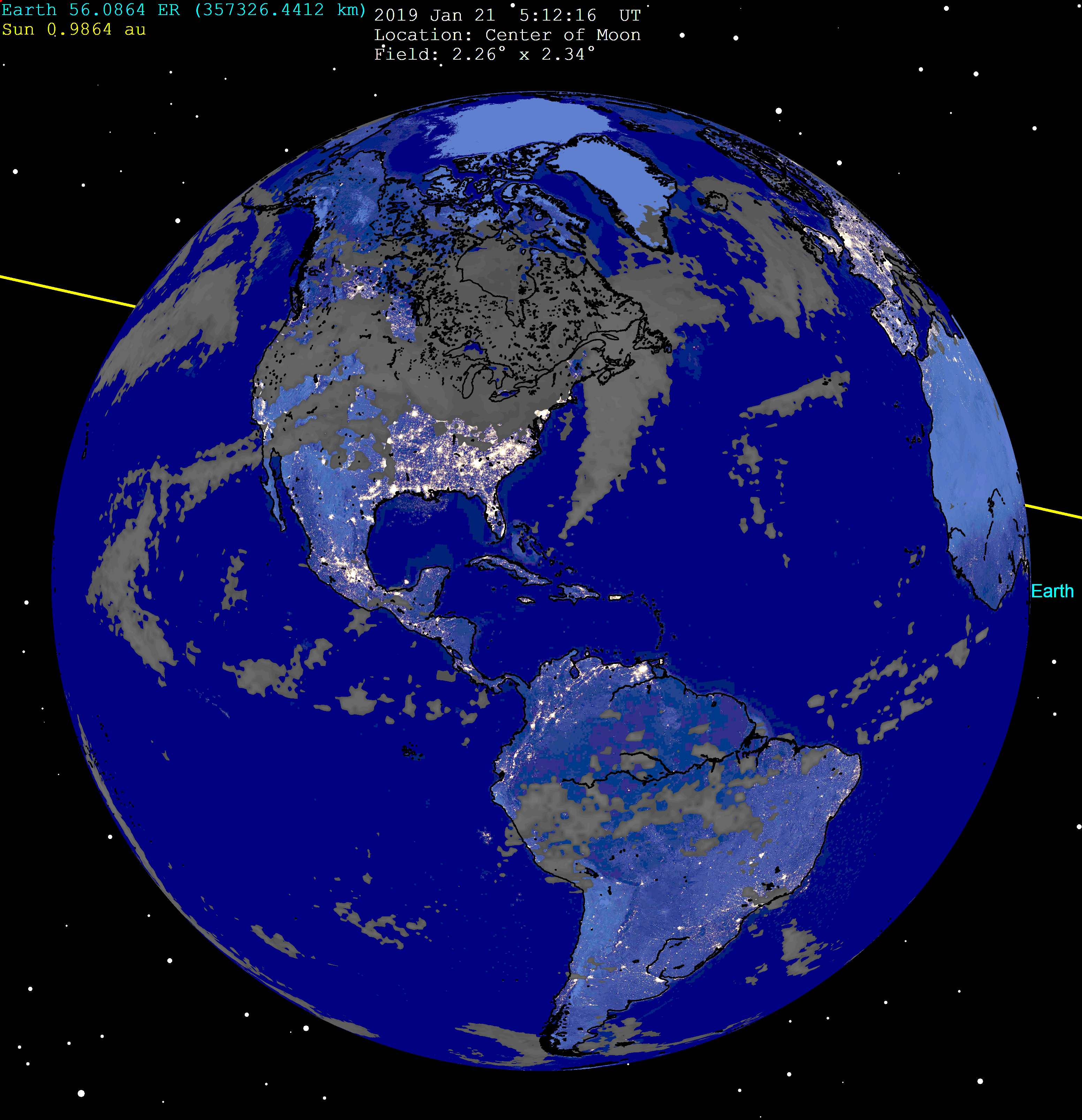
La Terre vue de la Lune pendant le maximum de l'éclipse.

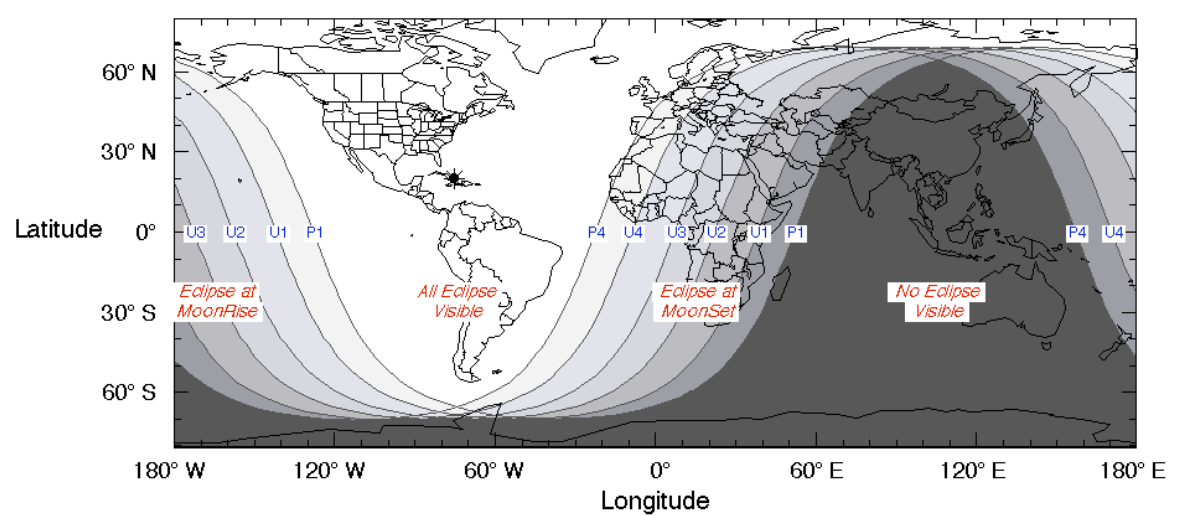
Carte mondiale de visibilité de l'éclipse.

## Observations

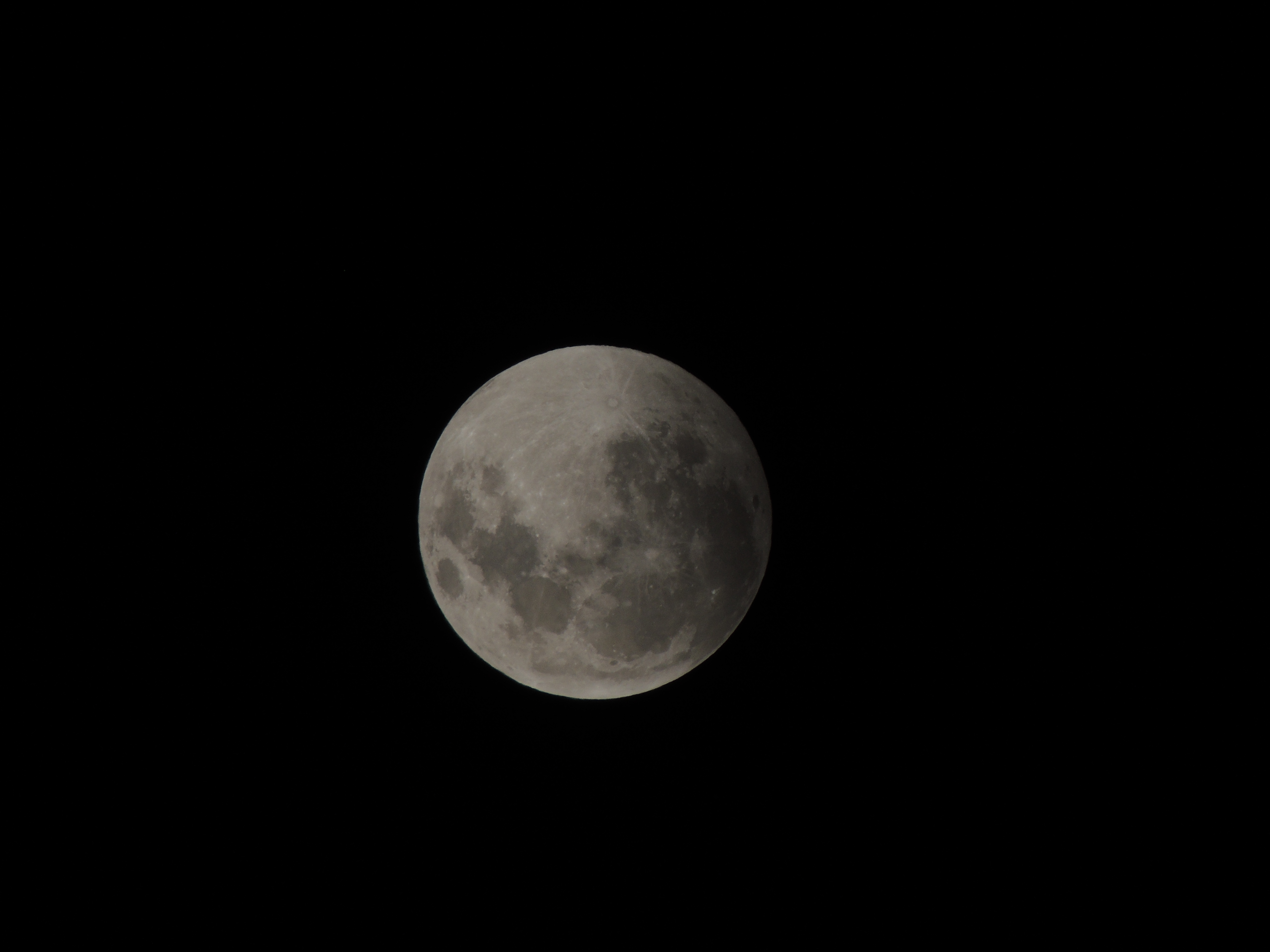
Éclipse partielle vue de Manuel B. Gonnet (La Plata) à 01:01 UTC-3.
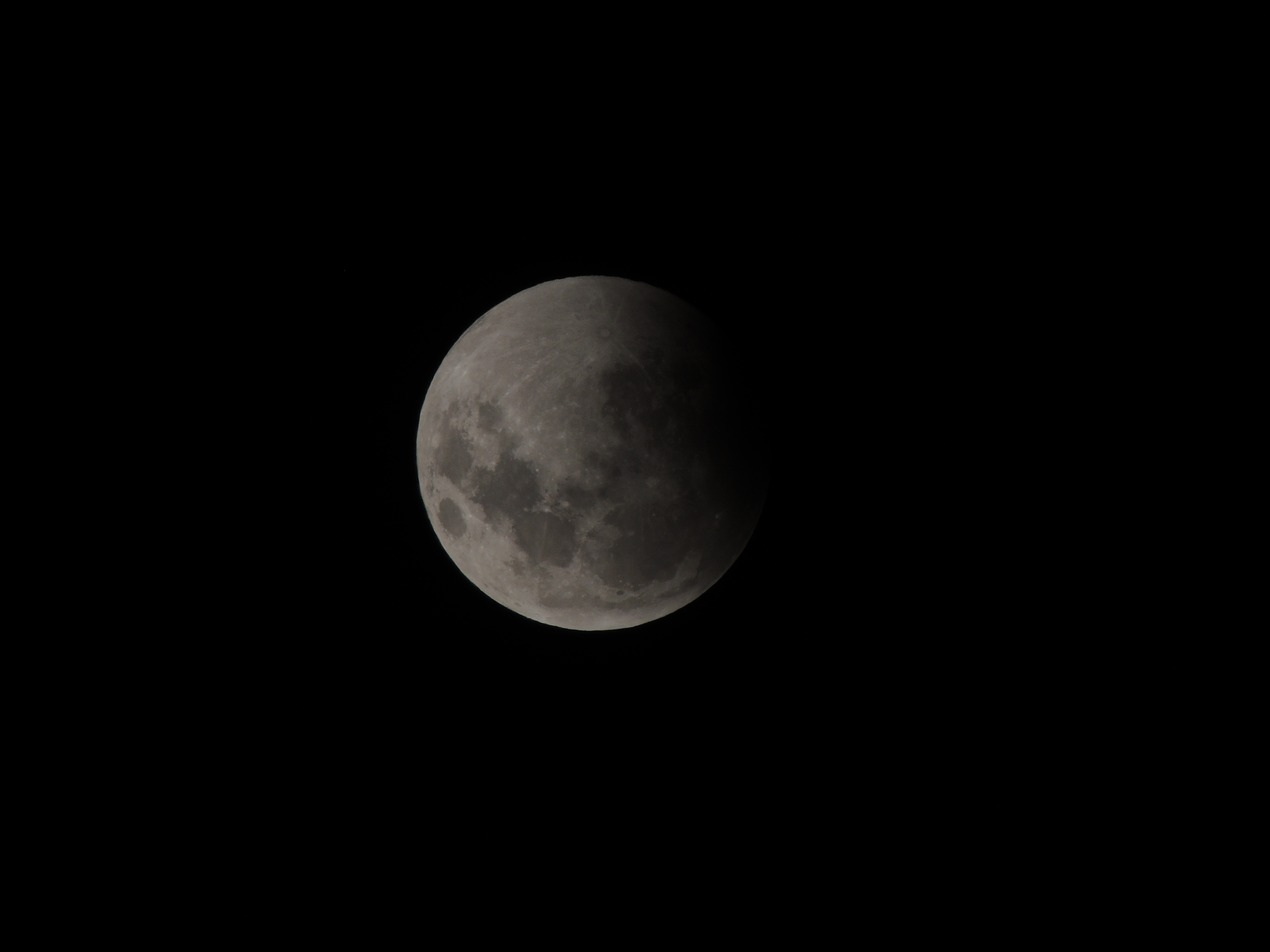
Manuel B. Gonnet à 01:18 UTC-3.
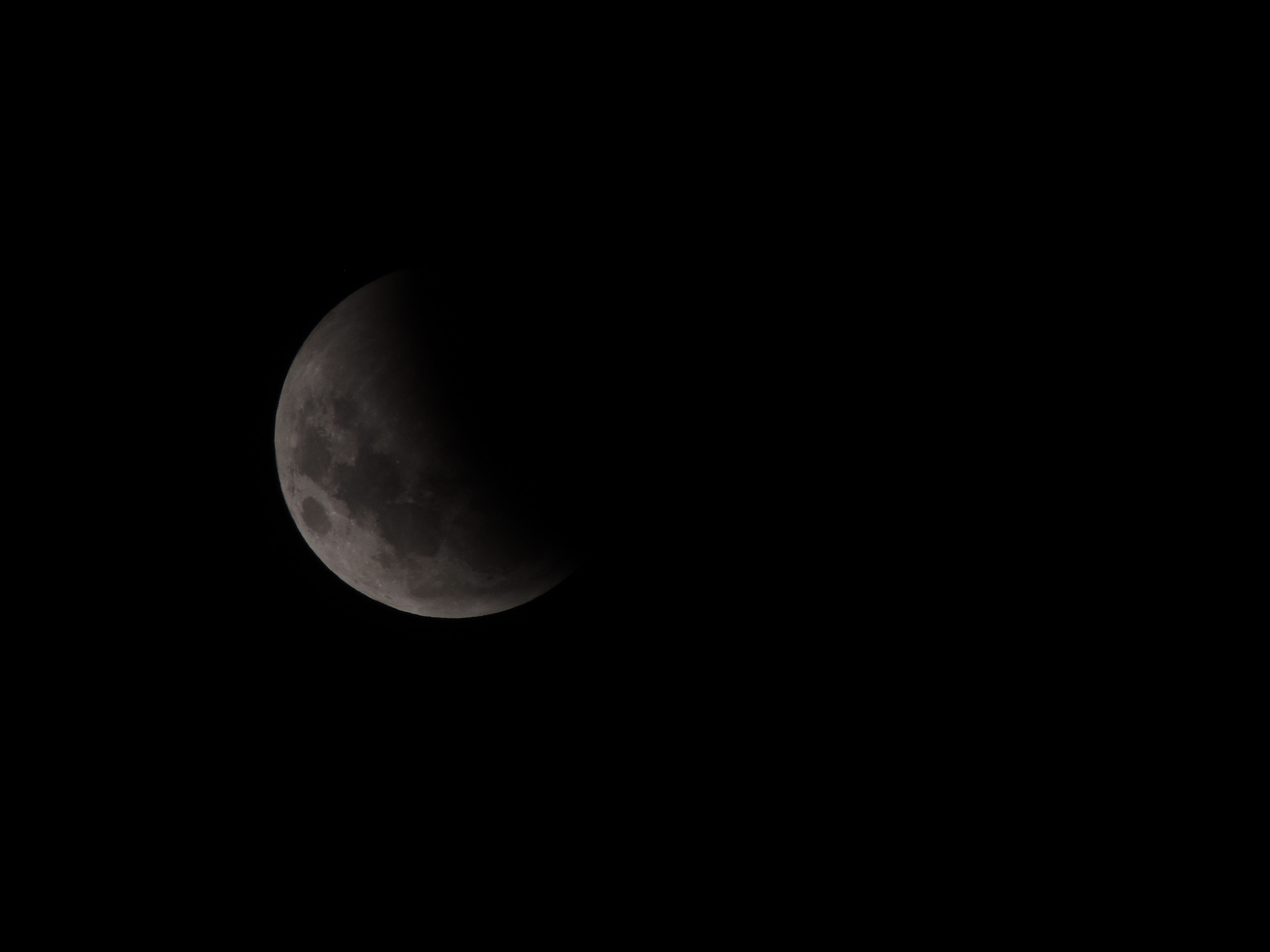
Manuel B. Gonnet à 01:41 UTC-3.
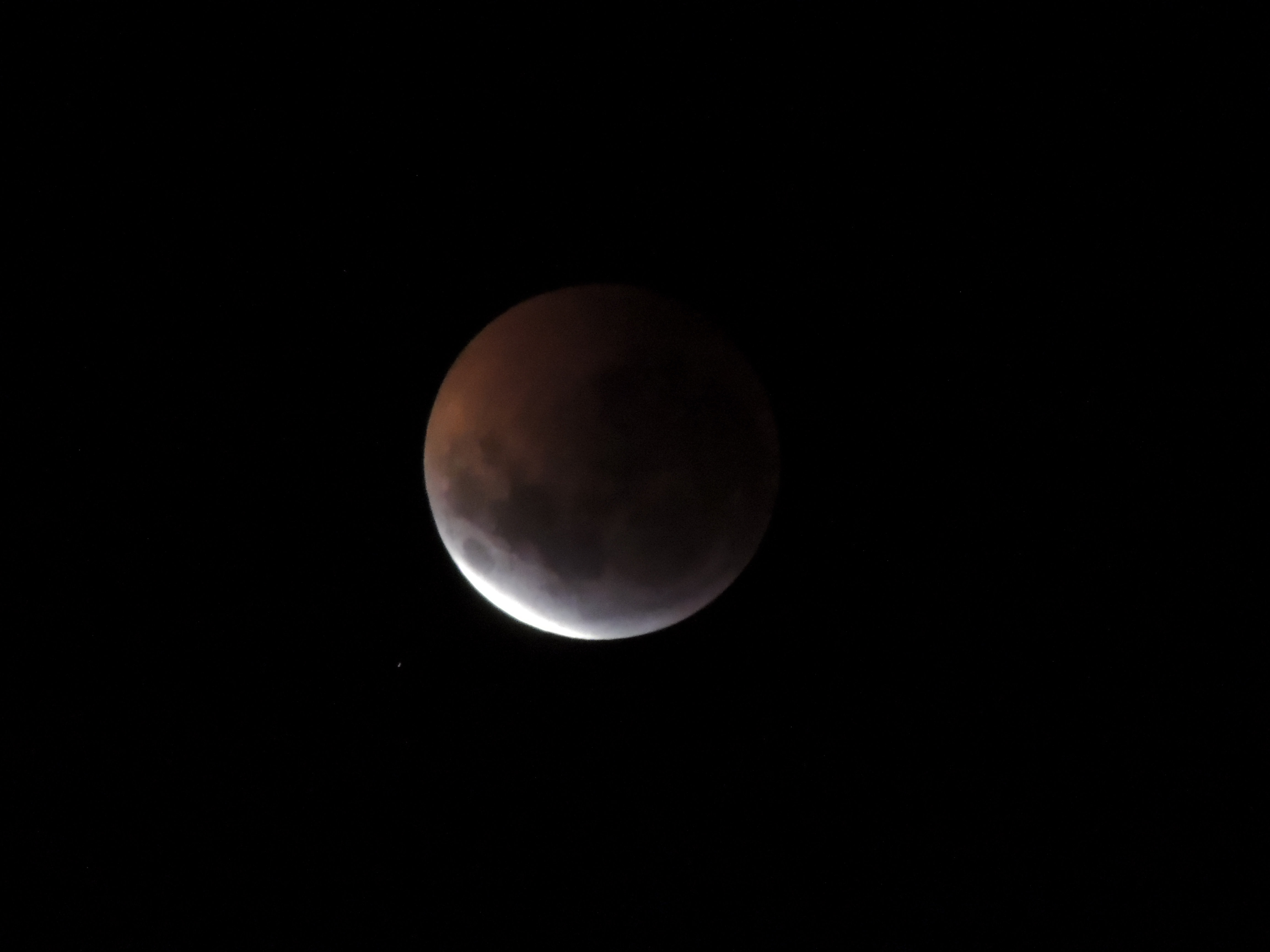
Lune rouge vue de Manuel B. Gonnet à 02:18 UTC-3.
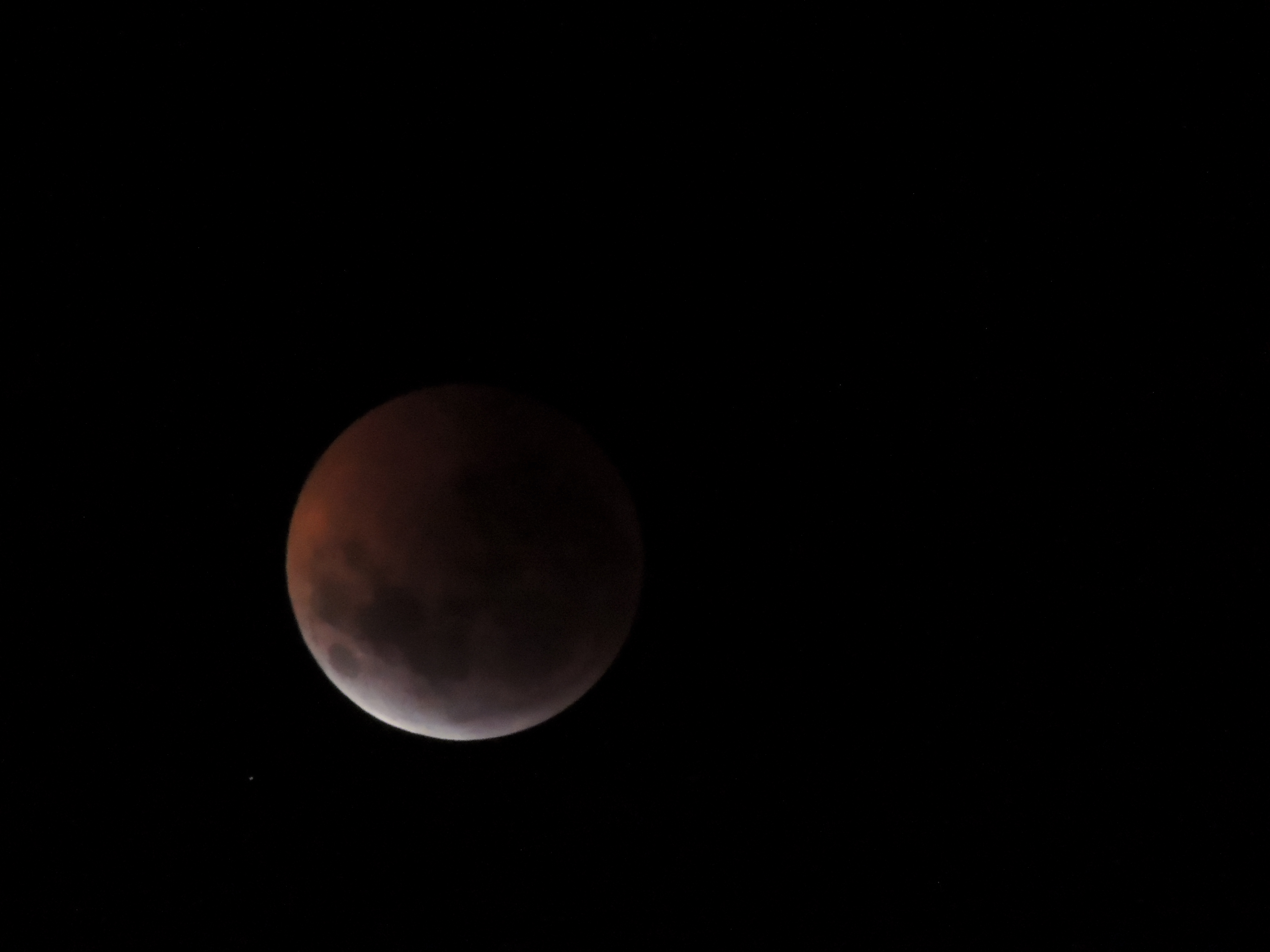
Manuel B. Gonnet à 02:22 UTC-3.
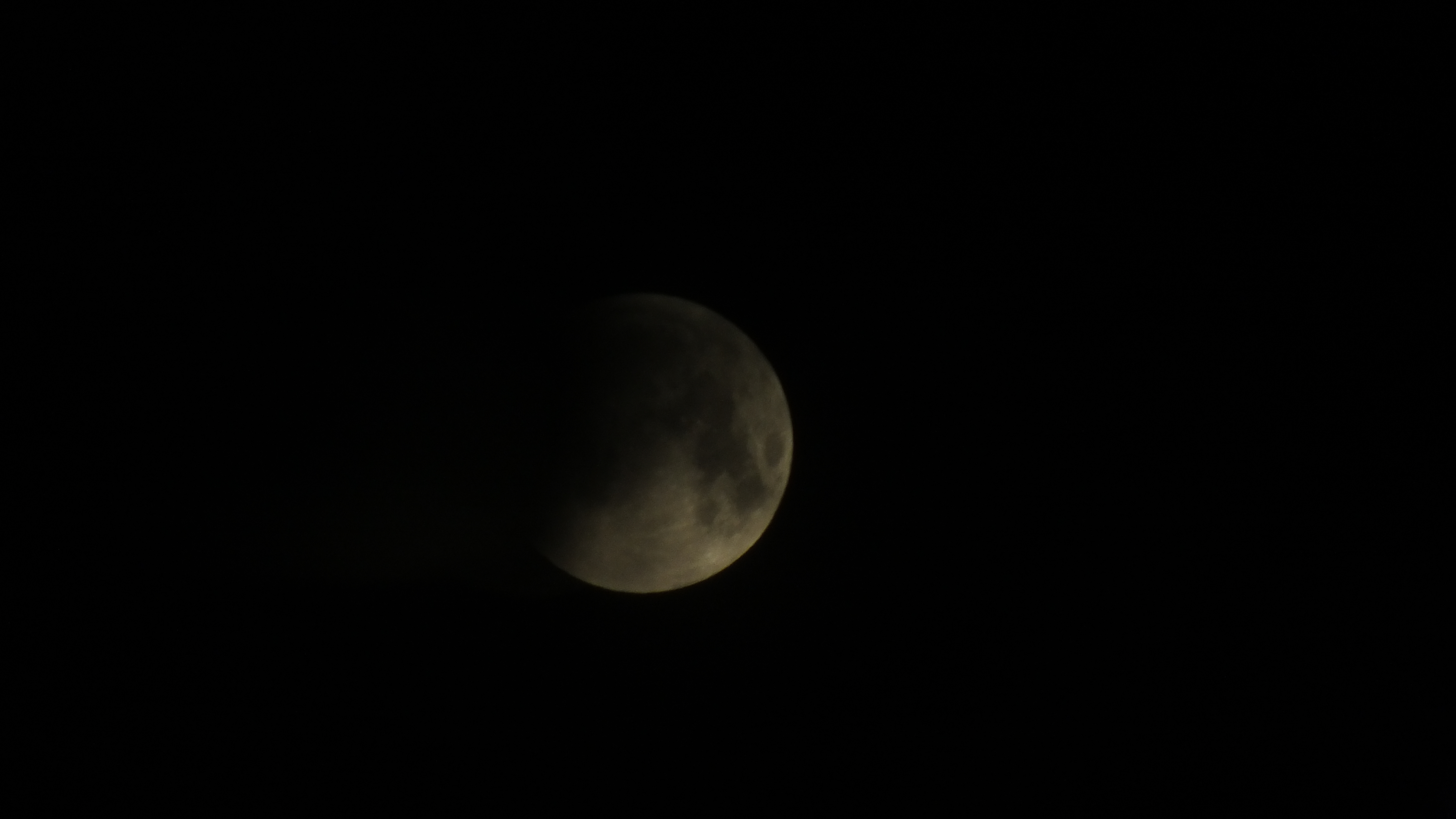
Éclipse partielle vue de Moscou à 06:49 UTC+3.
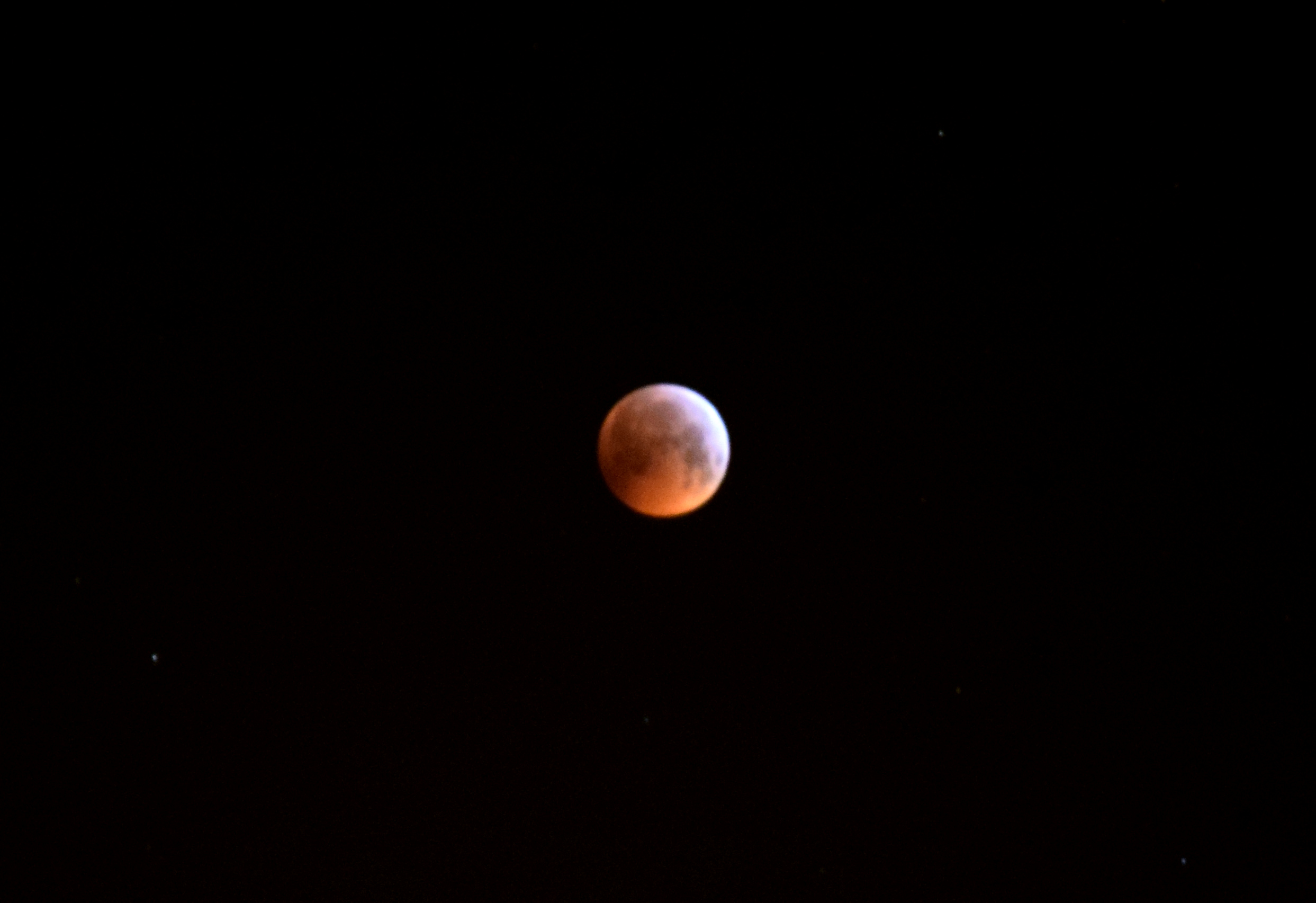
Lune de sang vue de Île-de-France à 05:50 UTC+1.
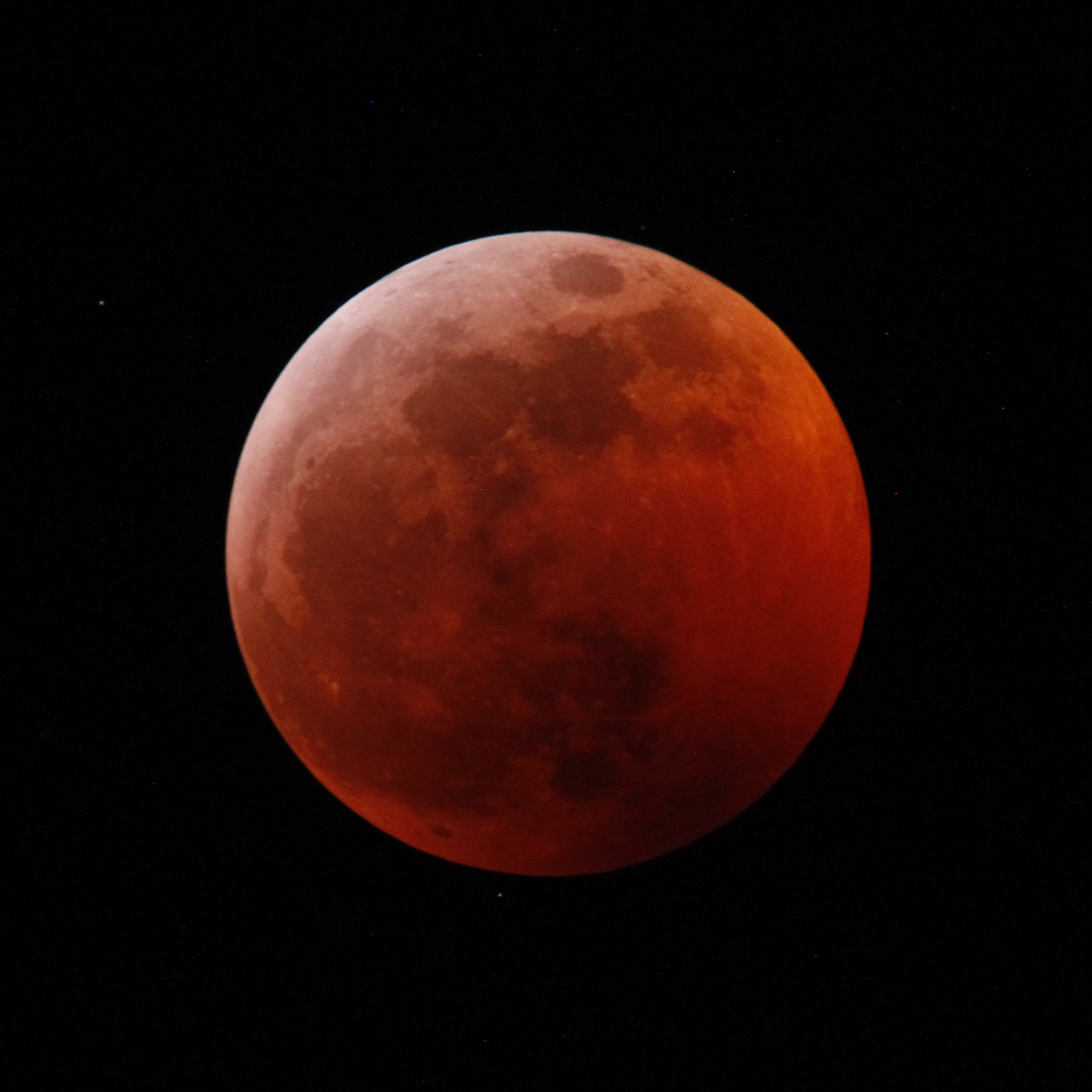
L'éclipse totale de Lune vue de Victoria, Canada.
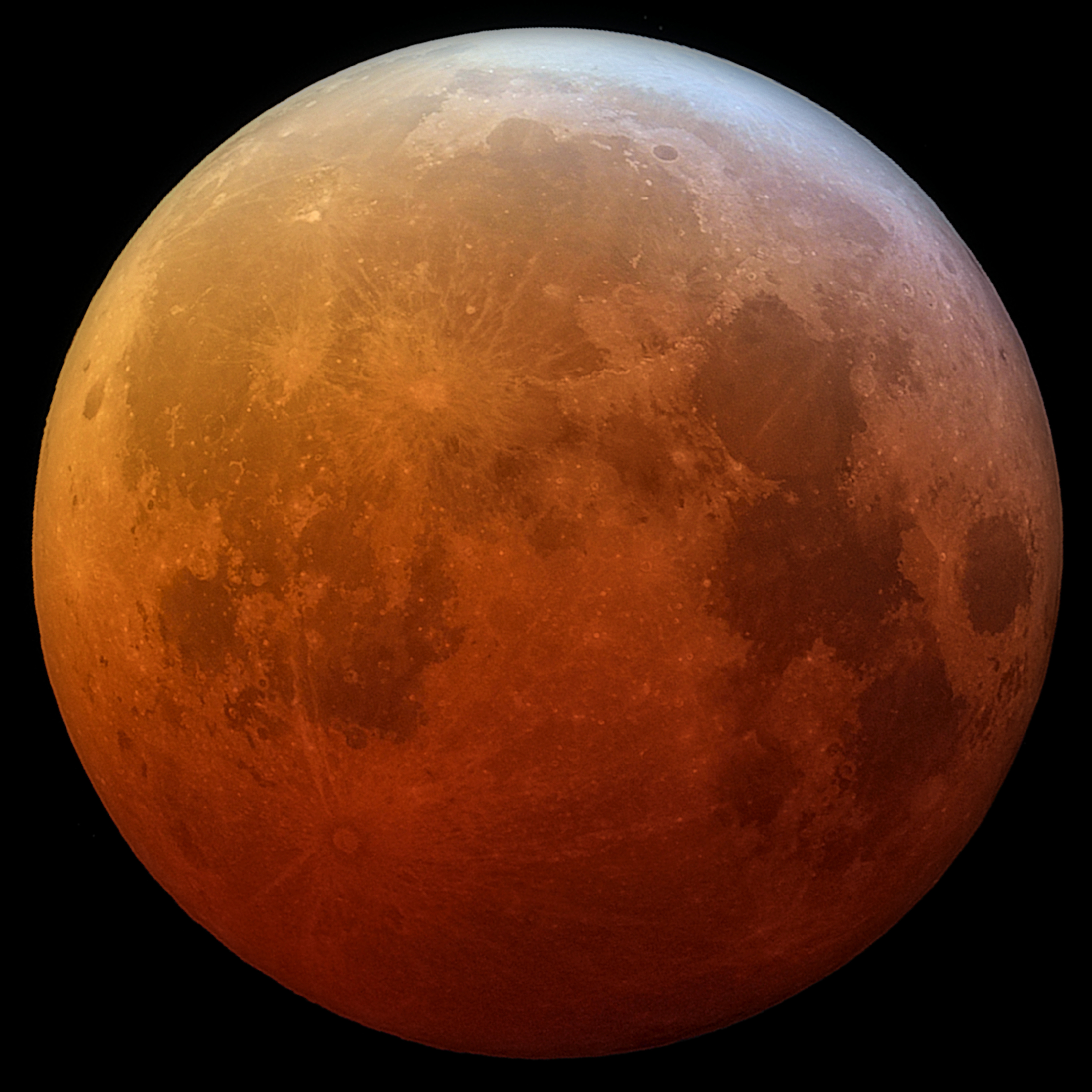
L'éclipse totale de Lune à Oria, Italie.

## Impact météorique sur la Lune
Le 21 janvier 2019 vers 4 h 41 min 43 s UTC, un impact cosmique a eu lieu à la surface de la Lune. Celui-ci a été repéré par le flash lumineux qu'il a engendré.